# 변강득
변강득(1987년 5월 29일 ~)은 KIA 타이거즈, NC 다이노스의 전 야구 선수다.

## 출신 학교
- 사파초등학교
- 신월중학교
- 용마고등학교

## 등번호
- 69 (2006)
- 57 (2007.2008)
- 90 (2011)
- 92 (2012)
- 56 (2013)
- 40 (2014)
- 28 (2015)